# Tupelí
Tupelí es una localidad de la provincia de San Juan en Argentina, dentro del Departamento Veinticinco de Mayo.

## Población
A unos 55 km al sureste de la capital de San Juan, por Ruta 246 y calle 12, en el departamento de 25 de Mayo, y con casi 5000 habitantes, se encuentra la localidad de TUPELÍ. Conformda básicamente por tres Barrios principales, una escuela de nivel primario, y sus principales instituciones como la Unión Vecinal Tupelí, Centro de Jubilados, Capilla Ntra. Sra. de Andacollo, y un club social y deportivo llamado Club Santa María Tupelí
Tupelí es un lugar rodeado principalmente de producciones vitivinícolas y de oficios rurales, y donde aun las instituciones y vecinos celebran el carnaval con los típicos corsos de antaño, donde familias enteras forman parte de los carruajes, murgas y comparsas que invaden durante todo un fin de semana una de sus calles principales. Convocando así a miles de personas de localidades vecinas que participan y celebran los carnavales año tras año, siendo el mayor evento anual de esta localidad donde una vez al año recibe un amplio público de diferentes lugares de San Juan.

## Toponimia
Tupelí era nombre de un cacique huarpe.
Se encuentra a 13 km de Villa Santa Rosa, está ubicada a orillas del río San Juan.

## Historia
El territorio donde se ubica Tupeli es una de las más antiguas y que conserva el nombre con la que los españoles la conocieron, Tupeli era un cacique que tenía a cargo un grupo de indígenas. Durante el siglo XVII, las tierras del actual Tupeli junto a otras más fueron encomendadas al español Gabriel de Urquijo, quien puso a los indígenas bajo este sistema, el cual consistía en trabajar las tierras o dedicarse a la pesca, bajo las órdenes del encomendado.
Fueron los jesuitas quienes transculturizaron toda esta zona.
Los encomendaderos tenían el derecho a quedarse con las tierras y algunos indios previo acuerdo con el cacique, los españoles tomaban posesión de estas tierras mediante el engaño ya que buscaban dos testigos indios y el cacique firmaban un acuerdo consintiendo esta posesión. Ahora lo curioso los indígenas no sabían leer ni escribir por lo que estas posesiones resultaban un vil engaño.
Tupeli va a ser uno de los distritos eleguidos por Sarmiento en los años 1860 al 1870 para la instalación de inmigrantes europeos en colonias agrícolas, uno de los motivos es la calidad de las tierras y la necesidad de cultivarlas. Esto motivaría la extensión de la red de riego, causa principal del desdoblamiento de Caucete en otro departamento por el cual nacería 25 de Mayo allá en 1881.
Mientras tanto las tierras de Tupeli serían propiedad de grandes viñateros.
El asiento poblacional actual estuvo en ese lugar, donde hoy están los barrios y sería el terremoto de 1977 el que dio motivo para construir el 1.º barrio

## Fiestas Populares
Los carnavales más importantes de 25 de mayo se hacen en Tupeli. En estos encuentros concurren personas de toda la provincia de San Juan para observar la fiesta. Cada año en el mes de febrero o marzo vienen cantantes y grupos musicales de gran trayectoria de en Argentina.
Esta fiesta en sus comienzos fue organizada por los miembros de la unión vecinal Santa María, Tupeli, pero luego dado el éxito y concurrencia de la celebración, es que el municipio de 25 de Mayo empezó a premiar la participación de los distintos carruajes, y otorgar premios a los 3 primeros puestos que ganaban la competencia de carruajes.

## Sismicidad
La sismicidad del área de Cuyo (centro oeste de Argentina) es frecuente y de intensidad baja, y un silencio sísmico de terremotos medios a graves cada 20 años en distintas áreas aleatorias.
Terremoto de Caucete 1977el 23 de noviembre de 1977, la región fue asolada por un terremoto y que dejó como saldo lamentable algunas víctimas, y un porcentaje importante de daños materiales en edificaciones.
Sismo de 1861aunque dicha actividad geológica catastrófica, ocurre desde épocas prehistóricas, el terremoto del 20 de marzo de 1861 señaló un hito importante dentro de la historia de eventos sísmicos argentinos ya que fue el más fuerte registrado y documentado en el país. A partir del mismo la política de los sucesivos gobiernos mendocinos y municipales han ido extremando cuidados y restringiendo los códigos de construcción. Y con el terremoto de San Juan de 1944 del 15 de enero de 1944 (81 años) el gobierno sanjuanino tomó estado de la enorme gravedad sísmica de la región.
El Día de la Defensa Civil fue asignado por un decreto recordando el sismo que destruyó la ciudad de Caucete el 23 de noviembre de 1977, con más de 40.000 víctimas sin hogar. No quedaron registros de fallas en tierra, y lo más notable efecto del terremoto fue la extensa área de licuefacción (posiblemente miles de km²).
El efecto más dramático de la licuefacción se observó en la ciudad, a 70 km del epicentro: se vieron grandes cantidades de arena en las fisuras de hasta 1 m de ancho y más de 2 m de profundidad. En algunas de las casas sobre esas fisuras, el terreno quedó cubierto de más de 1 dm de arena.